# Gangsters par alliance
Pour plus de détails, voir Fiche technique et Distribution.
Gangsters par alliance est un film américain réalisé par Tyler Spindel et sorti en 2023 sur Netflix.

## Fiche technique
Sauf indication contraire, les informations mentionnées dans cette section peuvent être confirmées par la base de données cinématographiques IMDb,  présente dans la section « Liens externes ».
- Titre original : The Out-Laws
- Titre français : Gangsters par alliance
- Réalisation : Tyler Spindel
- Scénario : Evan Turner et Ben Zazove
- Musique : Rupert Gregson-Williams
- Photographie : Michael Bonvillain
- Montage : Ian Kezsbom et Phillip Kimsey
- Production : Adam Sandler, Allen Covert et Adam DeVine
- Sociétés de production : Happy Madison Productions
- Société de distribution : Netflix
- Pays de production :  États-Unis
- Langue originale : anglais
- Genre : comédie
- Durée : 95 minutes
- Date de sortie : 7 juillet 2023 (sur Netflix)

## Distribution
- Adam DeVine (VF : Fabrice Trojani) : Owen Browning
- Pierce Brosnan (VF: Emmanuel Jacomy) : Billy McDermott
- Ellen Barkin (VF : Marie Vincent) : Lilly McDermott
- Nina Dobrev (VF : Caroline Lallau) : Parker McDermott
- Michael Rooker (VF : Pascal Casanova) : l'agent Oldham
- Poorna Jagannathan (VF : Françoise Cadol) : Rehan Zakaryan
- Richard Kind (VF : Patrick Préjean) : Neil Browning
- Julie Hagerty : Margie Browning

## Sortie et accueil
Sorti le 7 juillet 2023 sur Netflix, le film est un gros succès en se plaçant deuxième du top des visionnages en France, malgré des critiques dans l'ensemble négatives. Dans le monde, le film fonctionne très bien également. Un mois après sa sortie, il était encore dans le top 10 Netflix monde, en 6ème position avec 5,5 millions de visionnages pour sa 4ème semaine, et avec un total de 8,9 millions d'heures visionnées. C'est mieux que Tyler Rake 2, le blockbuster Netflix avec Chris Hemsworth.